# Abe Lenstra
Abe Lenstra (født 27. november 1920 - 2. september 1985) var en hollandsk fodboldspiller (angriber) fra Heerenveen i Frisland. Han blev kåret til Årets Sportsnavn i Holland i både 1951 og 1952.
Lenstra spillede i tyve år hos VV Heerenveen i sin hjemby, og var også tilknyttet SC Enschede.
Lenstra spillede desuden 47 kampe for Hollands landshold, hvori han scorede hele 33 mål. Hans landsholdskarriere strakte sig over hele 19 år, fra 1940 til 1959, hvilket er den længste karriere i hollandsk landsholdsfodbolds historie. Hans første mål blev scoret i hans debutkamp, den 31. marts 1940 i et opgør mod Luxembourg.
Lenstra blev i 1977 ramt af en hjerneblødning. Han tilbragte de sidste otte år af sit liv i en kørestol, inden han døde af hjertestop i efteråret 1985.
Lenstra opnåede gennem sine tyve år som Heerenveen-spiller status som klublegende, og klubbens nuværende stadion, Abe Lenstra Stadion, er opkaldt efter ham.